# Музичні імпрези України
Музичні імпрези України — міжнародний фестиваль академічної музики, який щороку проводиться в місті Черкаси та його околицях.
Фестиваль ставить за мету пропагування українського музичного мистецтва — творчості композиторів України різних епох, а також сучасного національного виконавського мистецтва, піднесення авторитету і престижу академічної музики, інтегрування музичної культури регіону в загальнонаціональний та світовий культурний контекст, пошук обдарованої молоді серед виконавців та композиторів.
Фестиваль був започаткований 2016 року Київською організацією Національної спілки композиторів України за ініціативи Євгенії Марчук, члена спілки. Як мистецький авторський проект фестиваль того ж року виграв у конкурсі черкаських громадських проектів «Ідея — Дія — Результат».

## Організатори
Громадська організація "ІмпрезаТерра"
Серед організаторів:
- Станкович Євген Федорович — композитор, Герой України, народний артист України, лауреат Національної премії України імені Тараса Шевченка, почесний співголова Національної спілки композиторів України, академік, професор
- Щербаков Ігор Володимирович — композитор, заслужений діяч мистецтв України, лауреат Національної премії імені Тараса Шевченка, Голова правління Національної спілки композиторів України, член-кореспондент Національної академії мистецтв України
- Копиця Маріанна Давидівна — доктор мистецтвознавства, професор Національної музичної академії України імені П. І. Чайковського, лауреат премії імені М. В. Лисенка
- Крутиков Святослав Леонтійович — композитор, член Національної спілки композиторів України та Національної спілки кінематографістів України, художник, лауреат премії імені М. В. Лисенка
- Марчук Євгенія Сергіївна — композитор, член Національної спілки композиторів України, викладач Черкаського музичного фахового  коледжу імені С. С. Гулака-Артемовського
- Бачул Т. М. — композитор, член Національної спілки композиторів України, лауреат премії імені В. С. Косенка, стипендіат міжнародної освітньої програми Gaude Polonia, викладач Київської дитячої школи мистецтв ім. С. В. Турчака
- Щириця Д. О. — композитор, член Національної спілки композиторів України, старший викладач Національної музичної академії України імені П. І. Чайковського
- Романюк І. А. — кандидат мистецтвознавства, доцент кафедри інтерпретології та аналізу музики Харківського національного університету мистецтв імені І. П. Котляревського

## За роками

### 2016
Проходив з квітня по листопад
- — Концерт українського композитора і художника Святослава Крутикова
- 25 червня — У сквері за Черкаською ОДА пройшов камерний концерт просто неба «Мелодії фонтану»[3]
- — У Черкаському художньому музеї пройшов концерт «Мистецькі меридіани» колективу «ARTTERRA», де звучали камерні фортепіанні твори та романси європейських і українських композиторів від класики до сучасності

### 2017рік
Перший сезон
- 17 травня — У Черкаському музичному училищі імені С. С. Гулака-Артемовського пройшов концерт пам'яті українського композитора-шестидесятника Олександра Винокура
- 3 червня — У сквері за Черкаською ОДА пройшов концерт просто неба юних музикантів «Мелодії фонтану»
- 3 червня — У Черкаському міському будинку культури імені І.Кулика пройшов музично-театральний перформанс «Марія Магдалина», композитор Євгенія Марчук
- 11 червня — У Черкаській обласній бібліотеці для дітей імені О.Кошового був проведений семінар-тренінг «Музика для дітей» авторства Анастасії Комлікової (Київ)
- 11 червня — У Черкаському художньому музеї пройшов «Концерт українських прем'єр» за участі українських композиторів, поетів та акторів з Києва, Конотопа, Черкас

Другий сезон
- 21-25 серпня — У селі Гуляйгородок Смілянського району діяв літній музичний дитячий табір «Гуляй городоК», де проводились різні майстер-класи, тренінги та концерти з музикантами-педагогами з Києва, Черкас, Торонто (Канада)
- 26 серпня — Перед Черкаським обласним краєзнавчим музеєм пройшов сольний концерт українського гурту «NEWFACES», у репертуарі якого звучали твори академічного та популярного напрямків сучасної музики
- 27 серпня — На площі Слави за благословінням митрополита Черкаського та Чигиринського владики Іоана пройшов концерт «Українська духовна музика» камерного хору «Канон»
- 27 серпня — У Черкаському художньому музеї пройшов концерт «VIVA, SOPRANO!», де звучали твори українських та італійських композиторів різних часів, вокальні твори переможців міжнародного інтернет-конкурсу юних композиторів «Junior Impreza»